# Útok na kino Saint-Michel v Paříži
Útok na kino Saint-Michel v Paříži byl žhářský útok na kino Espace Saint-Michel v Paříži, které se nachází na náměstí Place Saint-Michel v 5. obvodu. Atentát provedla ultrapravicová Všeobecná aliance proti rasismu a za respekt francouzské a křesťanské identity (Alliance générale contre le racisme et pour le respect de l'identité française et chrétienne) z řad katolických tradicionalistů z kostela Saint-Nicolas-du-Chardonnet v noci z 22. na 23. října 1988 na protest proti uvedení filmu Poslední pokušení Krista režiséra Martina Scorseseho.

## Průběh a následky incidentu
Oheň vypukl krátce po půlnoci pod jedním ze sedadel v suterénním sále, kde se právě promítal film Bouřlivé pondělí režiséra Mika Figgise. Zápalné zařízení obsahovalo chlorečnan draselný aktivovaný ampulí kyseliny sírové. Útok si vyžádal 13 zraněných, z toho čtyři těžce. Pět členů aliance bylo zatčeno a odsouzeno 3. dubna 1990 k podmíněnému odnětí svobody a náhradě škody ve výši 450 000 franků.